# Фудзії Райка
Фудзії Райка (5 липня 1974) — японська синхронна плавчиня.
Бронзова медалістка Олімпійських Ігор 1996 року, срібна 2000 року.